# Tindivanam
Tindivanam är en ort i Indien.   Den ligger i distriktet Villupuram och delstaten Tamil Nadu, i den södra delen av landet, 1 800 km söder om huvudstaden New Delhi. Tindivanam ligger 43 meter över havet och antalet invånare är 69 839.
Terrängen runt Tindivanam är platt. Runt Tindivanam är det tätbefolkat, med 383 invånare per kvadratkilometer. Tindivanam är det största samhället i trakten. Trakten runt Tindivanam består till största delen av jordbruksmark.